# Ліза Ештон
Ліза Ештон (англ. Lisa Ashton, нар. 27 серпня 1970, Болтон, Англія) — англійська професійна дартсменка, 4-разова чемпіонка світу BDO серед жінок.

## Кар'єра
У 2019 році вперше взяла участь у чемпіонаті світу PDC, але програла в першому колі нідерландському дартсмену Яну Деккеру з рахунком 1:3.